# Headley (East Hampshire)
Headley is een civil parish in het bestuurlijke gebied East Hampshire, in het Engelse graafschap Hampshire.